# Muzeum Narodowe Tanzanii

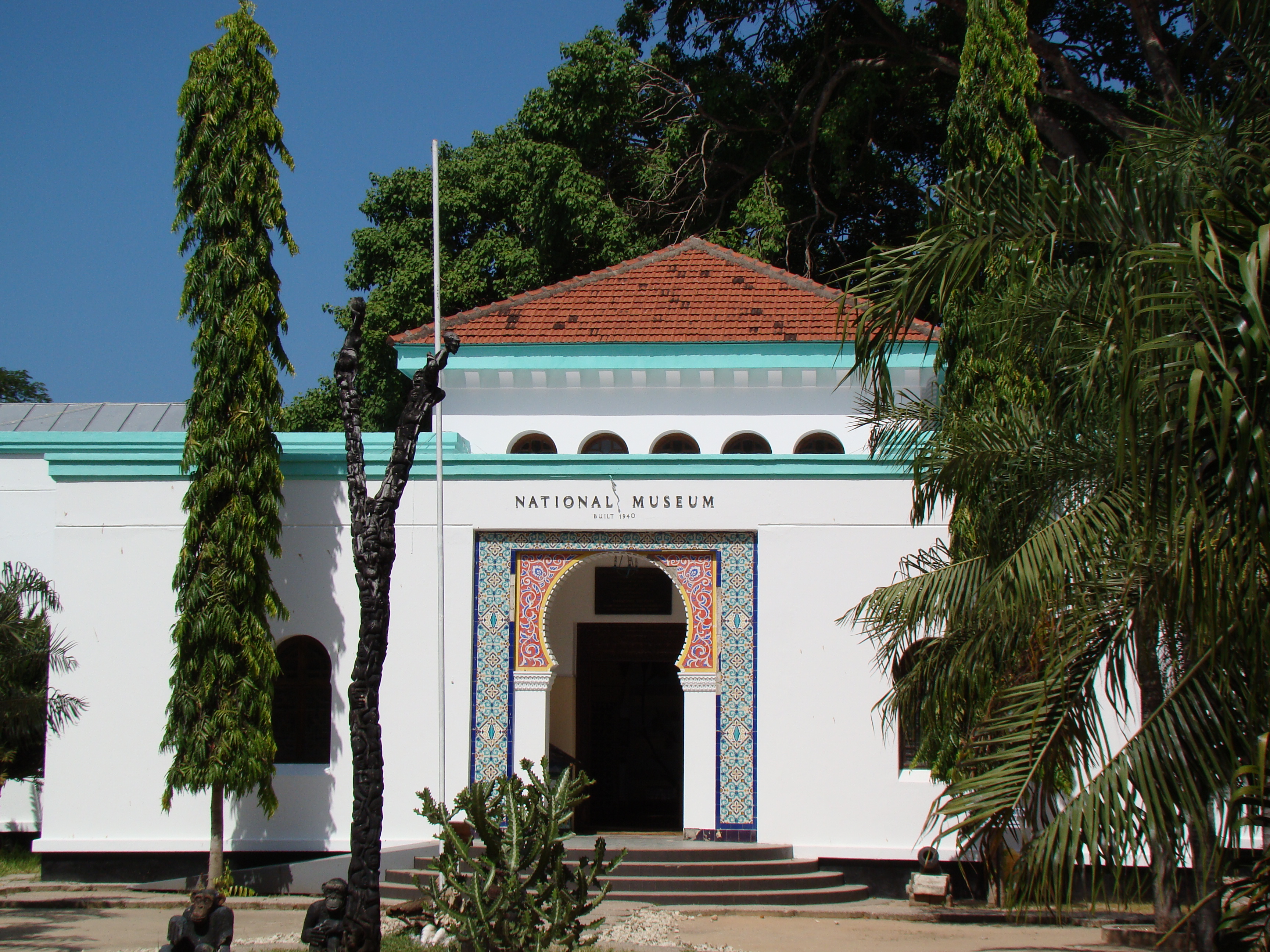
Muzeum Narodowe i Dom Kultury w Dar es Salaam

Muzeum Narodowe Tanzanii (ang. National Museum of Tanzania) – konsorcjum muzeów, którego zadaniem jest ochrona i udostępnianie zbiorów związanych z historią i przyrodą Tanzanii.

## Założenie i rozwój
Muzeum Narodowe Tanzanii w formie konsorcjum zostało utworzone na mocy Aktu o Narodowym Muzeum Tanzanii (ang. The National Museum of Tanzania Act) podpisanego 2 lutego 1980 roku przez prezydenta Juliusa Nyerere. Pierwszymi muzeami zaliczonymi do grupy Muzeów Narodowych były: Muzeum Narodowe Tanzanii w Dar es Salaam, od 2003 roku funkcjonuje pod nazwą Muzeum Narodowe i Dom Kultury (ang. National Museum and House of Culture), Muzeum Deklaracji z Aruszy w Aruszy oraz Muzeum Wsi w Dar es Salaam.
Do roku 2014 do Muzeum Narodowego włączono razem 6 obiektów.

## Muzea Narodowe

### Muzeum Narodowe i Dom Kultury w Dar es Salaam
Pierwsze zbiory związane z historią i dziedzictwem kulturowym Tanzanii zaczęto gromadzić w Dar es Salaam na początku XX w. pod rządami niemieckimi. Zbiory znajdowały się w dawnym budynku Ministerstwa Zdrowia przy ulicy Ocean Road, budynek wraz ze zbiorami spłonął po bombardowaniu w czasie I wojny światowej.
W 1934 roku Brytyjczycy zaczęli gromadzić eksponaty etnograficzne i archeologiczne z całego kraju, zostały one umieszczone w starym obiekcie Seyyid Barghash Building przy ulicy City Drive, dziś znajduje się tam budynek Służby Celnej (ang. Customs and Excise Building). W 1940 roku zbiory przeniesiono do obecnej siedziby muzeum, budynku Memoriału Króla Jerzego V wzniesionego w latach 1938–1939 przy skrzyżowaniu ulic Shaaban Robert Street i Sokoine Drive. Muzeum zostało rozbudowane w pierwszych latach po uzyskaniu niepodległości w latach 1962–1964. Kolejna modernizacja miała miejsce w 2009 roku.
Zbiory Muzeum Narodowego i Domu Kultury to obiekty związane z kulturą materialną ludności i historią Tanzanii. W stałej ekspozycji można zobaczyć m.in. wystawę o ewolucji człowieka ze szczątkami hominida Paranthropus boisei z Wąwozu Olduvai, a także monety z Kilwa Kisiwani (miejscowość wpisana na Listę światowego dziedzictwa UNESCO).

### Muzeum Wsi w Dar es Salaam

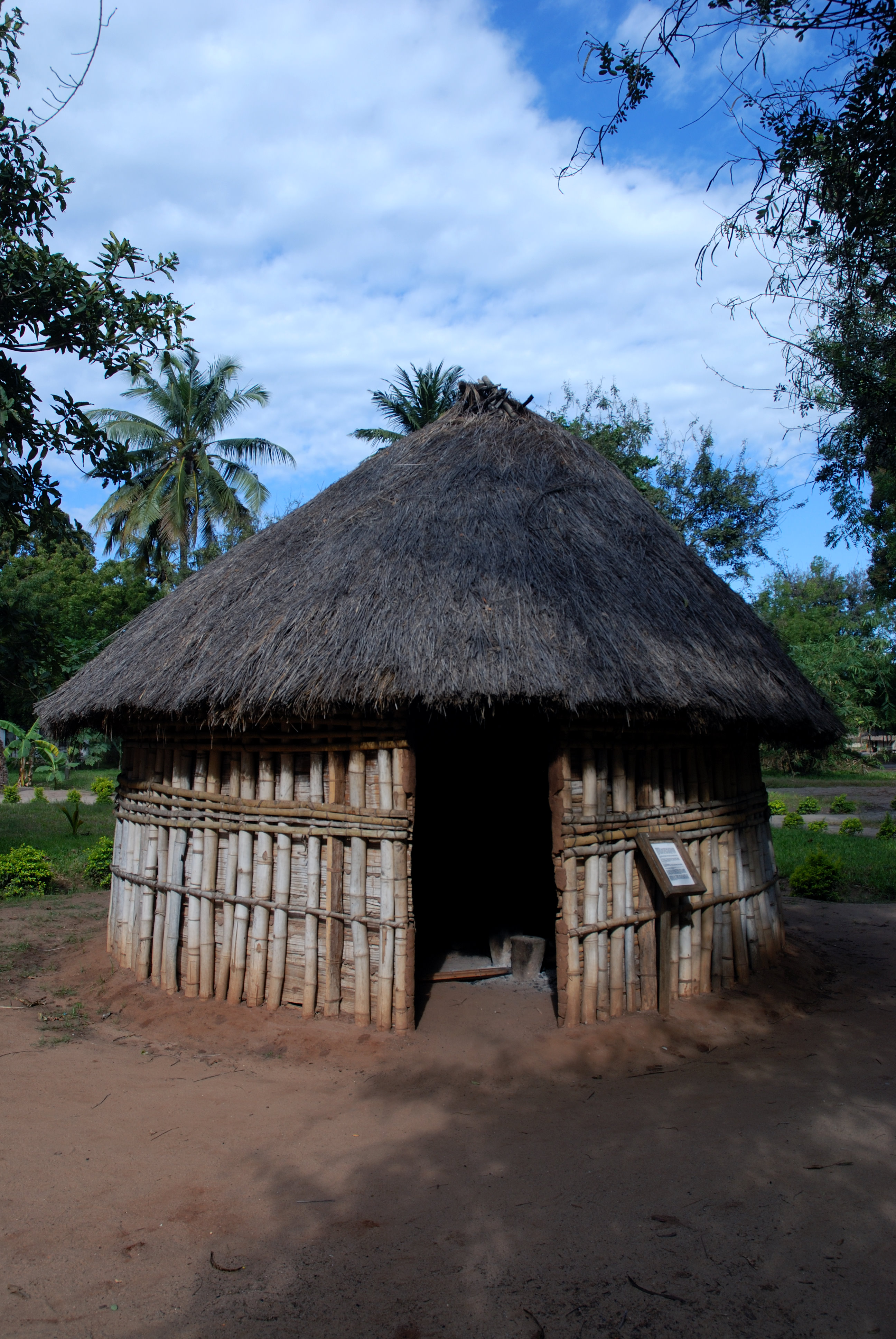
Tradycyjna chata w Muzeum Wsi

Pierwsze Muzeum Wsi założyli w 1967 roku etnografowie Tom Wylie i Peter Carter. Znajdowało się ono przy ulicy Ali Hassan Mwinyi Road.
Obecne Muzeum Wsi (sw. Kijiji cha Makumbusho, ang. Village Museum) znajduje się przy Bagamoyo Road, zostało założone w 1996 roku. Jest to muzeum na wolnym powietrzu, w którym zobaczyć można tradycyjne chaty 16 plemion zamieszkujących Tanzanię (szacuje się, że wszystkich jest ponad 120), a także prezentację codziennego życia i zwyczajów niektórych plemion, zwiedzający mogą wziąć udział w pokazach tradycyjnego tańca i śpiewu.

### Muzeum Historii Naturalnej
Muzeum Historii Naturalnej (ang. National Natural History Museum) w Aruszy zostało otwarte w 1987 roku, mieści się w budynku Starej Niemieckiej Bomy (ang. Old German Boma) wzniesionym jeszcze przez władze niemieckie dla celów administracyjnych i komunikacyjnych.
Zbiory to głównie eksponaty związane ze znaleziskami z Wąwozu Olduvai i śladami stóp z Laetoli. Można tam również zobaczyć skromną kolekcję owadów istotnych z ekonomicznego punktu widzenia.

### Muzeum Deklaracji z Aruszy
Muzeum Deklaracji z Aruszy (ang. Arusha Declaration Museum) zostało otwarte w 1977 roku, znajduje się przy ulicy Kaloleni w Aruszy. Ekspozycja jest związana z historią polityczną Tanzanii, począwszy od czasów kolonialnych, poprzez walkę o niepodległość i ogłoszenie Deklaracji z Aruszy, w której znalazła się wizja rozwoju kraju pierwszego prezydenta Tanzanii Juliusa Neyerere.

### Muzeum Nyerere
Muzeum Memoriał Mwalimu Juliusa K. Nyerere (ang. The Mwalimu Julius K. Nyerere Memorial Museum, Mwalimu – przydomek prezydenta, w języku suahili nauczyciel), w skrócie Muzeum Nyerere (ang. Nyerere Museum) założono w 1999 roku. Znajduje się na zachód od Parku Narodowego Serengeti w Butiamie, gdzie urodził się i został pochowany pierwszy prezydent Tanzanii Julius Nyerere. W muzeum można zobaczyć eksponaty związane z życiem i aktywnością polityczną tego przywódcy.

### Muzeum Maji Maji
Muzeum Memoriał Maji Maji (ang. Maji Maji Memorial Museum) znajduje się w Songea i upamiętnia powstanie Maji-Maji. Zlokalizowane jest na cmentarzu, gdzie zostali pochowani wojownicy, którzy brali w nim udział i przywódcy powstania. Zostało udostępnione zwiedzającym 6 lipca 1980 roku, w późniejszych latach za prowadzenie muzeum odpowiadały kolejno władze samorządowe, Rada Plemienia (ang. Elder’s Council) i władze miasta Songea, 8 grudnia 2009 roku decyzją Ministerstwa Zasobów Naturalnych i Turystyki Muzeum Maji Maji zostało włączone do konsorcjum Muzeów Narodowych. Na terenie muzeum znajduje się Pomnik Askari (ang. Askari Monument, sw. askari – żołnierz) poświęcony żołnierzom tanzańskim, którzy zginęli w czasie wojny tanzańsko-ugandyjskiej.